# Chapelle de la famille Nikolić à Sremski Karlovci
La chapelle de la famille Nikolić à Sremski Karlovci (en serbe cyrillique : Капела породице Николић у Сремским Карловцима ; en serbe latin : Kapela porodice Nikolić u Sremskim Karlovcima) est une chapelle orthodoxe serbe située à Sremski Karlovci, dans la province de Voïvodine et dans le district de Bačka méridionale, en Serbie. Elle est inscrite sur la liste des monuments culturels protégés de la république de Serbie (identifiant no SK 1873).

## Présentation
La chapelle de la famille Nikolić se trouve dans le Čeratsko groblje à Sremski Karlovci.
Dédiée à sainte Catherine, elle a été construite en 1903 sur des plans de l'architecte Vladimir Nikolić qui venait de perdre sa mère Katarina Nikolić en 1902. L'iconostase de la chapelle a été peinte par Uroš Predić, qui a donné aux saints le visage des membres de la famille Nikolić.
La mère de Vladimir Nikolić, Katarina, son père Andrej, sa sœur Milana et son beau-frère Svetislav reposent dans la chapelle.